# Nue (chanson)
Pour les articles homonymes, voir Nue.
Singles de Clara Luciani
La Baie
(2018) Ma sœur
(2019)
Pistes de Sainte-Victoire
Sainte-Victoire
(11) Mon ombre
(13)
Nue est une chanson interprétée, composée et écrite par Clara Luciani. Elle est sortie en single le 15 avril 2019. C'est le quatrième single extrait de son premier album Sainte-Victoire et le premier de ses rééditions. La chanson est également composée par Rémi Lacroix et Ambroise « Sage » Willaume, du groupe Revolver. Ce dernier a également produit la chanson avec Yuksek.
C'est — en 2020 — le deuxième plus grand succès de Clara Luciani, après La Grenade. Le single atteint la 10e place du Top Singles & Titres français, la 12e place de l'Ultratop 50 wallon et obtient la certification d'or en France par le SNEP.

## Genèse et composition
Considérée comme la suite logique de La Grenade, Nue raconte la vie de Clara Luciani après le succès de son tube phare sorti deux ans plutôt :
« Il y a eu dans ma vie un avant et un après la Grenade.
Il y a quelque chose de violent quand on n'a pas confiance en soi, c'est pour cela qu'il faut être costaud.».
Le refrain de la musique naît après un concert, lors de sa tournée ,dans sa chambre d'hôtel. Luciani évoque ce sujet:
« Tu rentres dans ta chambre d'hôtel[...], t'enlèves ton habit de scène, tu te démaquilles, et ça provoque un questionnement identitaire. »
Cette chanson n'était initialement pas prévue et de ce fait elle a plusieurs fois dû être retouchée. Sage évoque ce passage: 

« Clara a chanté en lisant le texte sur son téléphone en direct sans que j'ai pris la précaution de lui mettre un casque pour qu'elle entende la musique. C'est pour cela que l'on peut entendre la basse et la boîte à rythme dans sa voix. »

Yuksek, également producteur du single se confie sur les détails du single: « Sur ce morceau là, j'ai voulu amener un peu de percussions, du disco et du soleil. »

## Clip vidéo
Le clip, sorti le 4 avril 2019 est réalisé par Brice VDH et est tourné à l’hôtel Métropole à Bruxelles, en Belgique. On peut y voir Arthur Téboul du groupe Feu ! Chatteron.

## Crédits
- Écrit par Clara Luciani
- Composé par Clara Luciani, Sage et Rémi Lacroix
- Produit par Sage et Yuksek
- Production additionnelle: Yuksek
- Basse: Sage
- Batterie: Antoine Boistelle
- Claviers: Sage
- Guitare: Sage
- Percussions: Sage
- Mix et mastering: Yuksek

## Accueil commercial
Depuis sa sortie le 15 avril 2019, Nue s'est classé dans le top 10 des classements radio wallon et français, et se classe en 12e position de l'Ultratop 50 en Wallonie. En France, le single atteint la 10e position du Top Singles & Titres le 17 février 2020 et la 118e position du Top 200 Singles en septembre 2019.
Le 20 décembre 2019, le single est certifié disque d'or par le Syndicat national de l'édition phonographique.
Le 6 janvier 2025 —  6 ans plus tard, et toujours par la SNEP — le single est certifié disque de platine.

## Classements et certifications

### Classements
| Classement (2019-20)                    | Meilleure position |
| --------------------------------------- | ------------------ |
| Belgique (Wallonie Ultratop 50 Singles) | 12                 |
| Belgique (Wallonie Ultratop 50 Airplay) | 8                  |
| France (SNEP)                           | 118                |
| France (SNEP Radio)                     | 7                  |
| France (SNEP Streaming)                 | 130                |
| France (SNEP Téléchargements)           | 15                 |
| France (SNEP Ventes)                    | 10                 |

| Classement (2019)            | Position |
| ---------------------------- | -------- |
| Belgique (Wallonie Ultratop) | 56       |

### Certifications
| Pays          | Certification | Ventes certifiées |
| ------------- | ------------- | ----------------- |
| France (SNEP) | Diamant       | 50 000 000        |

## Historique de sortie
| Pays   | Date          | Format                    | Label                         | Réf   |
| ------ | ------------- | ------------------------- | ----------------------------- | ----- |
| Divers | 4 avril 2019  | Clip vidéo                | Initial Artist Services (UMG) | [ 2 ] |
| Divers | 15 avril 2019 | Téléchargement, streaming | Initial Artist Services (UMG) | [ 3 ] |